# Інтерв'ю з вампіром: Хроніка життя вампіра
«Інтерв'ю з вампіром: Хроніка життя вампіра» (англ. Interview with the Vampire: The Vampire Chronicles) — містична драма та дев'ятий повнометражний фільм ірландського режисера та продюсера Ніла Джордана, знятий за мотивами однойменного роману американської письменниці Енн Райс. У центрі сюжету фільму — Луїзіанський креол Луї, обернений 1791 року на Вампіра. Він зважився через двісті років розповісти молодому репортерові історію свого життя.
Прем'єра фільму відбулася 11 листопада 1994 року в Сполучених штатах. У перший вікенд фільм зібрав 36 мільйонів 389 тисяч доларів, сумарні ж збори від прокату по всьому світі склали 223 млн доларів.
Критики переважно позитивно поставилися до фільму. На сайті Rotten Tomatoes рейтинг фільму 60 відсотків. Картина була відзначена преміями BAFTA у номінаціях «Найкраща операторська робота» і «Найкраща робота художника-постановника», а також номінована на «Оскар» за Найкращі декорації та Найкращу музику.

## Сюжет
У молодого аристократа XVIII століття Луї (Бред Пітт) під час пологів помирає дружина. Дитину теж не вдалося врятувати. І разом із ними у Луї вмирає бажання жити. Луї пускається берега у надії знайти смерть, але випадок зводить його зі справжнім вампіром зі Старого Світу на ім'я Лестат (Том Круз), який перетворює Луї на собі подібного.
Однак Луї довго не може переступити через бар'єр вбивства та харчується кров'ю щурів.
Разом із Лестатом вони переїжджають до Нового Орлеану, де у той час лютує чума. Тут Луї зривається і п'є кров хворої дівчинки Клавдії (Кірстен Данст), яка втратила матір. Лестат не дає дівчинці померти та перетворює її на маленьку вампіршу. Він розуміє, що це єдиний спосіб утримати Луї біля себе.
Клодія з азартом починає вбивати людей, її жага крові була невгамовною, відповідно до дитячого апетиту. «Вона була дитиною та шаленим вбивцею», — говорить про неї Луї згодом. Клодія швидко вчиться, і вони з Лестатом розважаються, вбиваючи наліво та направо, розправляючись іноді навіть із цілими сім'ями.
Після багатьох років Клодія зауважує, що анітрохи не виросла відтоді, як стала вампіром. Більше того, коли вона намагається відрізати собі густі, кучеряве волосся, вони через хвилину відростають знову. Розсерджена тим, що їй судилося назавжди залишитися дитиною, Клодія вирішує вбити Лестата. Вона підсовує йому трупи маленьких дітей (мертва кров отруйна для вампірів). Клодія і Луї кидають тіло Лестата у болото, наївно вважаючи, що його проковтнув алігатор. Однак Лестат, хоч і в жахливому стані, але повертається завдяки живій крові рептилій з болота, і Клодії з Луї доводиться спалити його разом з особняком.
Після цього Луї і Клодія вирушають на судні до Старого Світу у пошуках собі подібних. Довгий час вони не можуть знайти інших вампірів. У решті решт у Парижі вони зустрічають Армана (Антоніо Бандерас).
Арману вже понад 400 років, і він найстаріший з усіх нині живих вампірів (за його словами). Він керує цілою групою вампірів. Разом вони влаштовують театральні вистави з реальними вбивствами. У Луї є багато питань до Армана, зокрема — хто є першим вампіром? Клодія відчуває, що мить розставання з Луї наближається і просить Луї перетворити на вампіршу жінку на ім'я Мадлен (Доміціана Джордано), що втратила дитину. «Хто вона вам? Жива лялька?», — запитує у неї Луї. «Безсмертна дитина», — відповідає вона. Луї виконує прохання Клодії. «У цей день разом із цією жінкою померло те єдине людське, що в мені залишалося», — скаже потім Луї. Однак Клодії не судилося щасливо жити зі своєю новою «матір'ю». Наближені Армана, запідозривши Луї і Клод у вбивстві Лестата, захоплюють усіх трьох та замикають жінок у «сонячній ямі». Сонце вбиває Клод і її нову матір, а Луї, замурований у труні у стіні, не в змозі їм допомогти. Єдина його розрада — це те, що Клодія була не одна у свою останню годину. З полону Луї врятує Арман, і він мстить його поплічникам: обливає маслом труни, у яких вони сплять, та підпалює їх; тих, що були в цей момент поза трун, він вбиває, розрубуючи їх косою. Розправившись з групою вампірів, Луї покидає Армана, залишивши його на самоті та повертається до Америки, де живе до наших днів і п'є ночами кров людей. Одного разу він зустрічає… Лестата. Лестат не помер, але тягне своє жалюгідне існування, харчуючись щурами, яких колись їв Луї. Він ніяк не може звикнути до тих змін у сучасному світі, з якими Луї давно звикся.
Всю цю історію Луї розповідає Деніелу Моллою (Крістіан Слейтер), молодому репортерові однієї з радіостанцій. Вислухавши розповідь вампіра, репортер просить Луї зробити його вампіром, але йде ні з чим. Повертаючись додому, він виявляє, що в його машині хтось сидить. «Наслухався?», — запитує Лестат у репортера, — «Адже мені доводилося слухати його ниття століттями!», — вигукує вампір, впиваючись у шию репортера іклами. Потім Лестат дає йому вибір, «якого у нього ніколи не було».

## У ролях
| Актор              | Роль                      |
| ------------------ | ------------------------- |
| Том Круз           | Лестат де Ліонкур         |
| Бред Пітт          | Луї де Пон дю Лак         |
| Кірстен Данст      | Клодія                    |
| Антоніо Бандерас   | Арман                     |
| Стівен Рі          | Сантьяго                  |
| Крістіан Слейтер   | Деніел Моллой             |
| Доміціана Джордано | Мадлен                    |
| Джон Макконнелл    | гравець у покер           |
| Індра Ове          | повія                     |
| Гелен Маккрорі     | повія                     |
| Белліна Логан      | дівчина у таверні         |
| Тенді Ньютон       | Іветт                     |
| Роджер Ллойд-Пак   | вчитель гри на фортепіано |
| Сара Стокбрідж     | Естелль                   |

## Розбіжності фільму з книгою
| Фільм | Книга |
| --- | --- |
| Луї страждає від смерті дружини. | Луї страждає через самогубство брата. |
| Цей момент упущено. | Лестат приводить свого батька до будиноку Луї. Згодом просить Луї вбити вже вмираючого старого.                                                                          |
| Лестат не з'являється в Парижі після того, як Луї підпалив його в Новому Орлеані.                                                              | Після смерті Клодії та Мадлен Луї зустрічає Лестата у Театрі Вампірів, де він довів Арману, що Клодія намагалася його вбити.                                             |
| Коли Лестат п'є кров хлопчиків-близнюків — подарунок Клодії (обидва були отруєні опіумом), він сильно ослаблений від вживання «мертвої крові». | Лестата ослаблює не мертва кров, а те, що Клодія отруїла дітей абсентом та опіумом.                                                                                      |
| У фільмі вампір Сантьяго зображений повненьким, несерйозним (дійсно схожим на блазня) вампіром, з волоссям незрозумілого кольору.              | За книгою Сантьяго чорнявий, худорлявий, трохи вищий за Луї. |
| Наприкінці фільму на Деніела нападає Лестат у машині, який має на увазі, що зробить його вампіром.                                             | Деніел іде від Луї у пошуках Лестата у Новому Орлеані. Його перетворює на вампіра Арман у книзі «Цариця проклятих».                                                      |
| Луї має на увазі, що він і Клодія подорожували у різні країни і не знайшли там вампірів.                                                       | Луї і Клодія знаходять декількох диких вампірів у різних країнах Європи.                                                                                                 |
| Луї і Клодія насправді засуджені марно, оскільки Лестат залишився живий.                                                                       | У пожежі разом з Лестатом гине тільки-но перетворений ним молодий вампір.                                                                                                |
| У фільмі Клодія засуджена на смерть вампірами за порушення закону, що забороняє вбивати собі подібних.                                         | За книгою Арман організовує суд Клодії, щоб позбутися її і бути з Луї. Він хоче, щоб Луї навчив його розуміти нинішнє століття.                                          |
| Арман допомагає Луї втекти після підпалу Театру вампірів. Пізніше вони розлучаються.                                                           | Арман не брав участі у підпалі. А після нього він, разом з Луї, довго подорожував країнами.                                                                              |
| Арман виглядає як тридцятирічний мачо. | Арман виглядає як шістнадцятирічний білявий юнак з ангельським обличчям та карими очима.                                                                                 |
| Перша жертва новонаверненої Клодії — жінка-прислуга.                                                                                           | У книзі перша жертва, яка підгодувала Клод кров'ю, — слуга-негр, викликаний Лестатом.                                                                                    |
| Після сварки з Лестатом Клодія зістригає своє довге волосся, але вони тут же відростає.                                                        | У книзі цей епізод відсутній, але щось схоже здійснює, нещодавно перетворена мати Лестата, Габріель у книзі «Вампір Лестат», але її волосся відростає до наступної ночі. |

## Нагороди та номінації
| Премія                  | Категорія                              | Ім'я                                     | Результат |
| ----------------------- | -------------------------------------- | ---------------------------------------- | --------- |
| Оскар1995 р.            | Найкращі декорації                     |                                          | Номінація |
| Оскар1995 р.            | Найкраща музика до фільму              | Елліот Голденталь                        | Номінація |
| Золотий глобус1994 р.   | Найкраща жіноча роль другого плану     | Кірстен Данст                            | Номінація |
| Золотий глобус1994 р.   | Найкраща музика до фільму              | Елліот Голденталь                        | Номінація |
| MTV Movie Awards1995 р. | Прорив року                            | Кірстен Данст                            | Перемога  |
| MTV Movie Awards1995 р. | Найбажаніший чоловік                   | Бред Пітт                                | Перемога  |
| MTV Movie Awards1995 р. | Найкраща чоловіча роль                 | Бред Пітт                                | Перемога  |
| MTV Movie Awards1995 р. | Найкраща акторська команда             | Бред Пітт і Том Круз                     | Номінація |
| MTV Movie Awards1995 р. | Найбажаніший чоловік                   | Том Круз                                 | Номінація |
| MTV Movie Awards1995 р. | Найбажаніший чоловік                   | Крістіан Слейтер                         | Номінація |
| MTV Movie Awards1995 р. | Найкращий кінозлодій                   | Том Круз                                 | Номінація |
| MTV Movie Awards1995 р. | Найкращий фільм                        | Ніл Джордан                              | Номінація |
| BAFTA1994 р.            | Найкраща операторська робота           | Філіп Руссело                            | Перемога  |
| BAFTA1994 р.            | Найкраща робота художника-постановника | Данте Ферретті                           | Перемога  |
| BAFTA1994 р.            | Найкращий дизайн костюмів              | Сенді Павелл                             | Номінація |
| BAFTA1994 р.            | Найкращий грим/зачіски                 | Стен Вінстон, Мішель Берк, Жан Арчибальд | Номінація |
| Золота малина 1995 р.   | Найгірший акторський дует              | Бред Пітт і Том Круз                     | Перемога  |